# Rotyzacja (język angielski)
Rotyzacja (ang. rhoticity) – zjawisko w języku angielskim, polegające na utrzymywaniu głoski r przed innymi spółgłoskami. W dialektach z rotyzacją wymawia się dźwięk /ɹ/ (angielskie R) w niemal wszystkich pozycjach słowa, np. w wyrazach takich jak hard i butter. W dialektach bez rotyzacji wymawia się go, tylko jeżeli znajduje się przed samogłoską, np. carry, throne.
Brak rotyzacji występuje w Anglii, Walii, Australii, Nowej Zelandii, w niektórych regionach USA, a także w wielu innych miejscach.

## Rozwój nierotycznych form wymowy

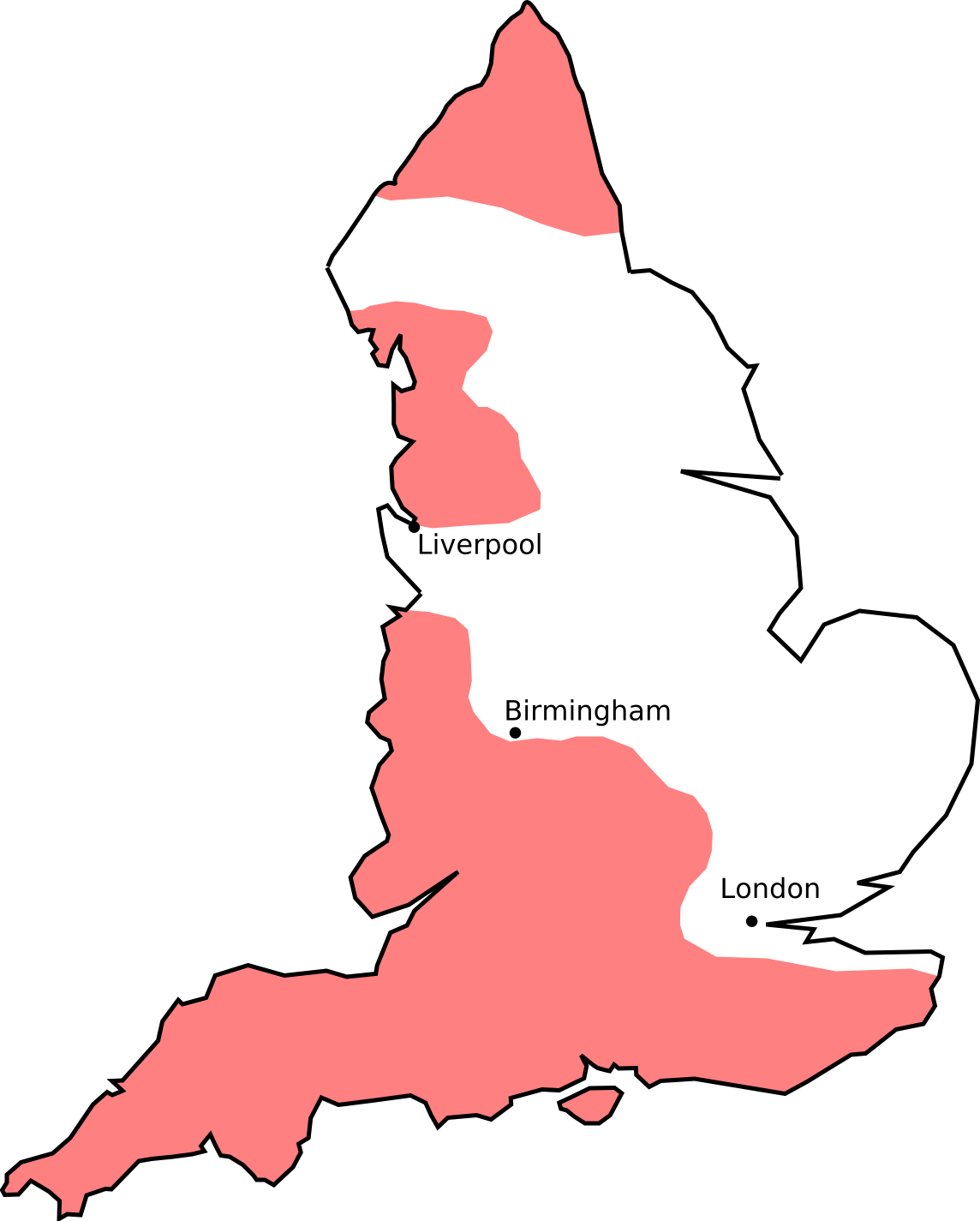
Na tej mapie czerwone obszary wskazują miejsca, gdzie wymowa w okolicach wiejskich była rotyzowana w latach 50. XX wieku. Mapa na podstawie H. Orton et al., Survey of English Dialects (1962–71). Niektóre obszary z częściową rotyzacją nie są zaznaczone na tej mapie

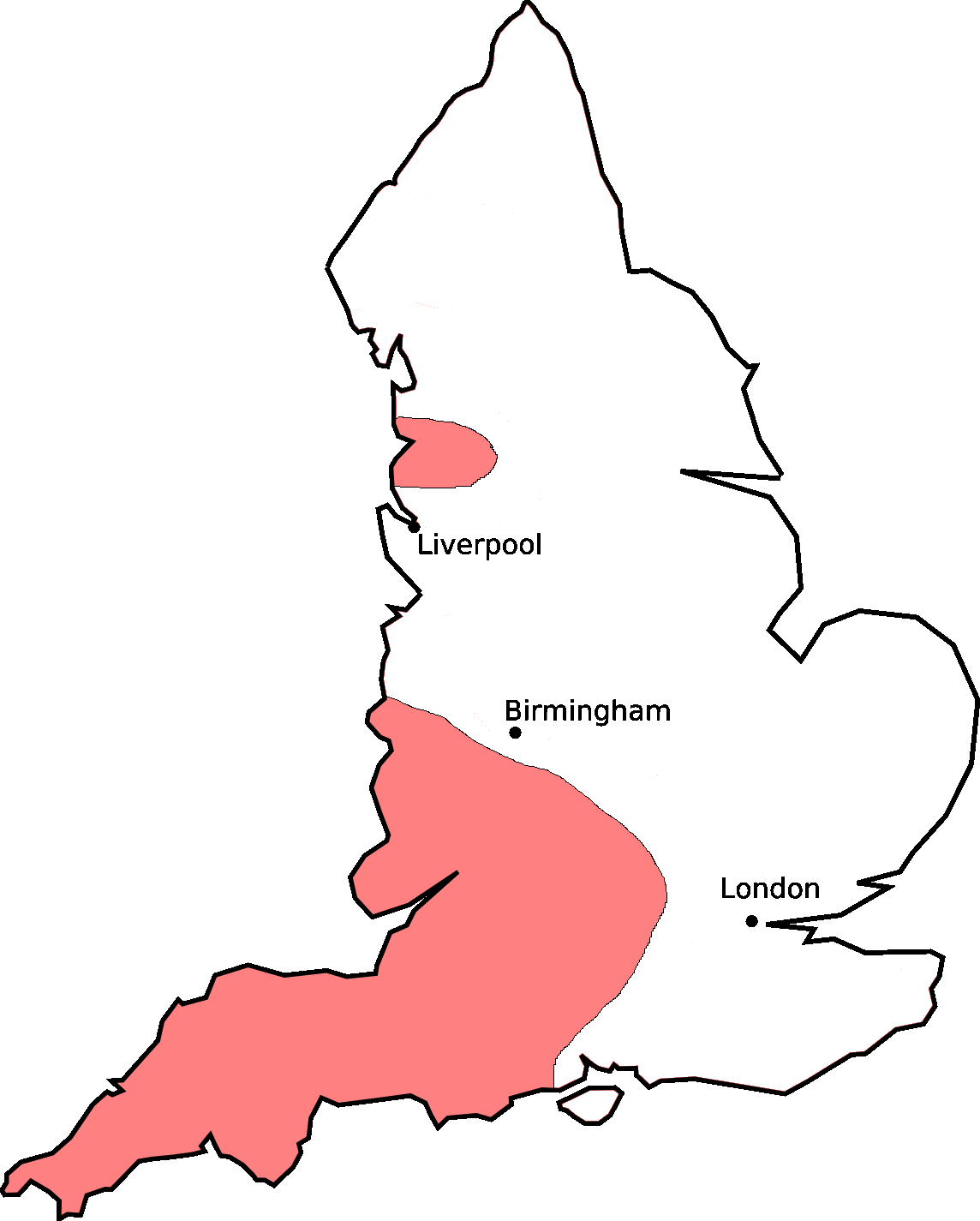
Czerwone obszary wskazują miejsca, gdzie angielskie dialekty z późnych lat XX wieku były rotyczne. Mapa na podstawie P. Trudgill, The Dialects of England.

Najwcześniejsze ślady zatracania /r/ w języku angielskim można znaleźć zaraz przed /s/ w pisowni sprzed połowy XV wieku. Oxford English Dictionary podaje bace, dla wcześniejszego barse (dzisiejsza pisownia to bass) oraz passel, dla dawnego parcel.
Utrata dźwięku /r/ w wymowie najwyraźniej szybko się rozprzestrzeniła w południowej Anglii w XVIII wieku. John Walker użył pisowni ar, aby fonetycznie wskazać długie ‘a’ w wyrazie aunt w jego słowniku z roku 1775. Wskazał on również, iż wyraz card jest wymawiany caad
Osoby nierotyzujące wymawiają /r/ w wyrazach takich jak red oraz większość z nich wymawia ten dźwięk również w wyrazach takich jak torrid oraz merry, ale nie w wyrazach, takich jak car, water, more, gdy wypowiadane są bez żadnego następnego wyrazu. Jednakże w większości dialektów non-rhotic jeśli wyraz kończy się na r, a następny wyraz rozpoczyna się na samogłoskę, dźwięk R jest wymawiany. Wielu użytkowników nierotyzujących również dodaje dźwięk r między samogłoskami. Tak więc wtedy wyraz drawing staje się w wymowie drawring. Starano się to zwalczać, lecz nawet osoby, które używają tak zwanej wymowy Received Pronunciation również wtrącają w tych miejscach dźwięk r. W takich wypadkach The idea of it staje się wymawiana The idea-r-of-it, a Australia and New Zealand staje się wymawiana Australia-r-and New Zealand.
Osoby nierotyzujące dawne /r/ wymawiają obecnie jako długą samogłoskę. Tak więc w wymowie Received Pronunciation (RP) i w wielu innych dialektach nierotycznych card, fern, born są wymawiane [kɑːd], [fɜːn], [bɔːn] lub podobnie; wymowa może być różna w zależności od akcentu.
Długość tych samogłosek może również zostać zachowana w zdaniach, tak więc car owner jest wymawiane [kɑːɹəʊnə]. Jednakże ostatnia szwa czasami jest krótka, więc water w izolacji jest wymawiane [wɔːtə]. W RP i w podobnych wymowach samogłoski /iː/ oraz /uː/ (lub /ʊ/), kiedy są zaraz przed R, stają się dwugłoskami, a zatem near jest wymawiane jako [nɪə], a poor jako [pʊə].

## Rozmieszczenie

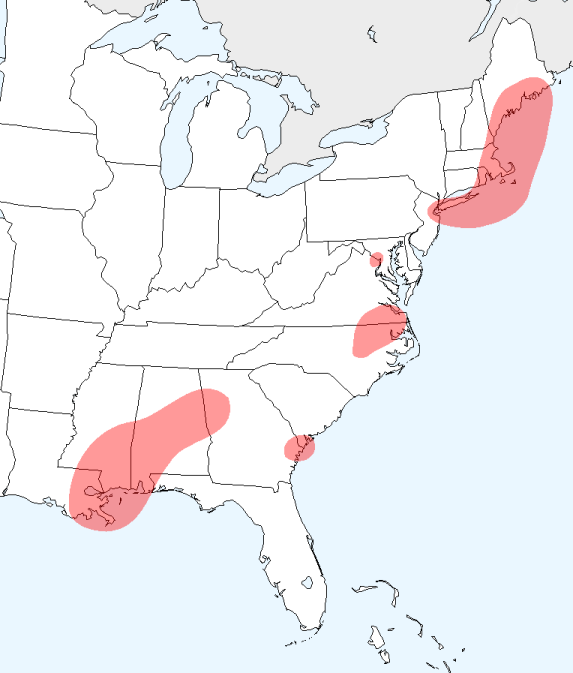
Czerwone obszary są tymi, gdzie Labov, Ash, i Boberg (2006:48) znaleźli nieco nierotycznych wariantów wymowy pośród białej ludności w większych miastach USA. Formy wymowy AAVE typu nierotycznego można znaleźć pośród Afroamerykanów w całym państwie.

Zjawisko rotyzacji występuje w angielszczyźnie szkockiej, angielszczyźnie kanadyjskiej, a także w większości wariantów wymowy w USA.
Akcenty nierotyczne obejmują większość akcentów w Anglii, Nowej Zelandii, Australii, Południowej Afryce.

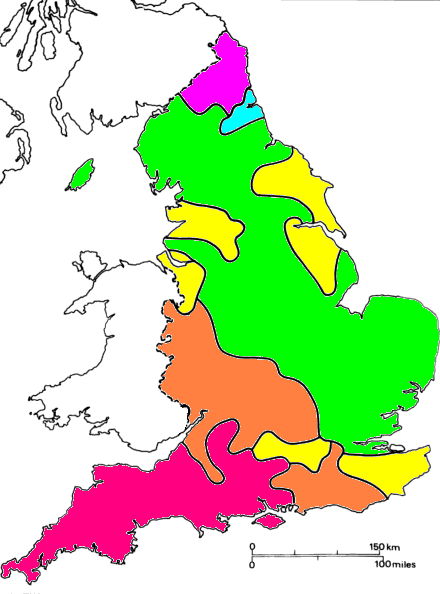
Końcowa wymowa /r/ na wiejskich obszarach w Anglii w latach 50. XX wieku
zielony – [/ə/] (nierotyczne)
żółty – [/əʴ/]
pomarańczowy – [/əʵ/]
różowy – [/əʵː/] & long)
niebieski – [/əʶ/]
fioletowy – [/ɔʶ/] & rounded)